# Municipio de Richland (condado de Guthrie)
El municipio de Richland (en inglés: Richland Township) es un municipio ubicado en el condado de Guthrie en el estado estadounidense de Iowa. En el año 2010 tenía una población de 493 habitantes y una densidad poblacional de 5,34 personas por km².

## Geografía
El municipio de Richland se encuentra ubicado en las coordenadas 41°48′50″N 94°20′35″O / 41.81389, -94.34306. Según la Oficina del Censo de los Estados Unidos, el municipio tiene una superficie total de 92.37 km², de la cual 92,2 km² corresponden a tierra firme y (0,19 %) 0,17 km² es agua.

## Demografía
Según el censo de 2010, había 493 personas residiendo en el municipio de Richland. La densidad de población era de 5,34 hab./km². De los 493 habitantes, el municipio de Richland estaba compuesto por el 96,96 % blancos, el 0,2 % eran isleños del Pacífico, el 1,22 % eran de otras razas y el 1,62 % eran de una mezcla de razas. Del total de la población el 2,84 % eran hispanos o latinos de cualquier raza.